# Héctor Yazalde

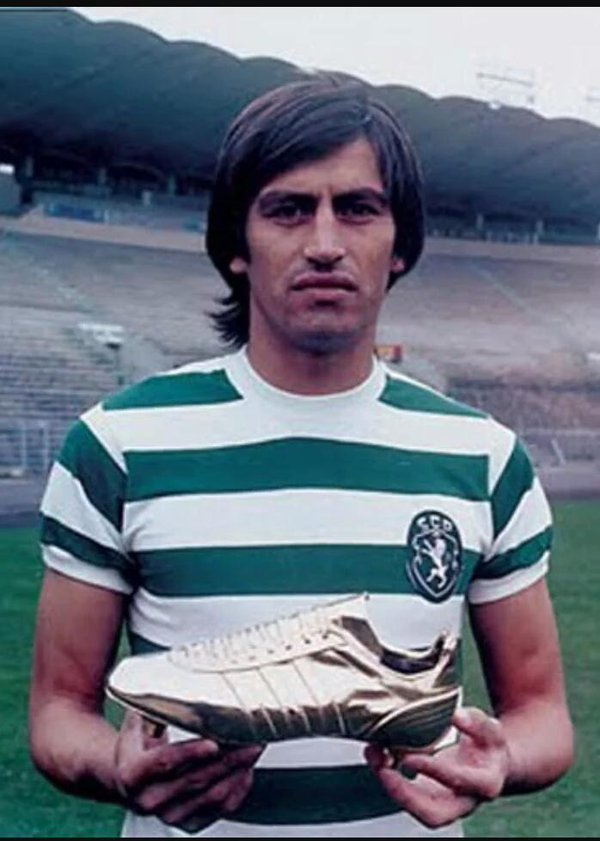
Héctor Yazalde med sin Guldsko, 1974.

Héctor Casimiro Yazalde, född 29 maj 1946 i Avellaneda, död 18 juni 1997 i Buenos Aires, var en argentinsk fotbollsspelare (anfallare).
Yazalde tilldelades europeiska Guldskon för säsongen 1973/1974 då han gjorde 46 ligamål för Sporting Lissabon.

## Klubbar
- Piraña (1962–1966)
- Independiente (1967–1971)
- Sporting Lissabon (1971–1975)
- Marseille (1975–1977)
- Newell's Old Boys (1977–1981)
- Huracán (1981)